# Държач за тоалетна хартия
Държач за тоалетна хартия, срещан още като дозатор, диспенсър или просто поставка за тоалетна хартия, е предмет, чието предназначение е да придържа една или повече ролки тоалетна хартия. Съществуват различни видове държачи за тоалетна хартия.

## Видове държачи

### Класически държач
Идеята при първия случай е, че ролката осъществява контакт с вратата или стената, като радиусът ѝ намалява. Това подсигурява достатъчно триене, за да може потребителят да откъсне парче хартия. При по-сложни държачи се среща извита хоризонтална пластина, която покрива ролката, по този начин отстранявайки нуждата от досег с нея. Тези държачи могат да бъдат използвани и при двете положения на тоалетната хартия, но е възможно да се срещнат трудности, ако хартията е разположена с лицето към вратата или стената.

### По хоризонталната ос
Този държач вероятно е най-популярен, открива се в повечето домове и училища. Лесен е за употреба заради ниския коефициент на триене и лекотата на презареждане. Често става въпрос за него при обсъждане положението на ролката тоалетна хартия.

### Вертикален прът
По принцип предназначен за съхранение на други ролки, вертикалният прът би могъл да послужи и като държач. Може да бъде полезен в домове, където живеят семейства, сред членовете на които има и леворъки, и десноръки хора. Триенето при този вид обаче е значително по-голямо от това при останалите и е сравнително сложен за използване.

## Публични тоалетни
За да бъдат избегнати кражби на тоалетни ролки, предназначените за публични тоалетни държачи се проектират по специален начин. Разработени са и различни приспособления за заключване на резервни ролки, освобождаващи ги само когато текущата ролка е свършила.
Голям брой публични тоалетни са снабдени с държачи, които могат да придържат големи ролки тоалетна хартия. Проектирани са за спестяване на парични средства, намалявайки честотата на смяна на хартията от санитарни фирми.
В много тоалетни, по-специално тези в началните училища, диспенсърът освобождава малко, но достатъчно парче хартия, за да бъдат предотвратени умишлени запушвания на тоалетната с големи количества хартия.